# Manciano
Manciano est une commune de la province de Grosseto dans la région Toscane en Italie.

## Géographie
Le territoire communal de Manciano s'étend dans l'arrière-pays du sud de la Toscane, sur le territoire des collines de l'Albegna et de la Fiora. L'extrémité ouest descend dans la plaine de la Maremme, le long du cours de la rivière Albegna, en aval de la localité de Marsiliana d'Albegna, tandis que l'extrémité nord-est pénètre dans la zone du tuf le long du cours de la rivière Fiora qui, du nord au sud, traverse la partie orientale de la commune.

## Histoire
Le territoire de Manciano est habité depuis la préhistoire, comme en témoignent les nombreuses découvertes datant de l'Énéolithique et de l'Âge du bronze, trouvées dans les collines situées entre la capitale et Saturnia. Les premières nouvelles du château de Manciano remontent à 1188, lorsqu'il est mentionné dans un privilège de Clément III pour l'église de Sovana. Possession des Aldobrandeschi du comté de Santa Fiora à partir du XIIe siècle, elle fut cédée à la branche Sovana en 1272, pour ensuite être conquise au XIVe siècle d'abord par la municipalité d'Orvieto, puis par la famille Baschi de Montemerano, et finalement hérité par mariage de la famille Orsini de Pitigliano.
En 1416, elle fut conquise par la république de Sienne, qui construisit la forteresse et renforcèrent les défenses en améliorant les remparts, qui furent cependant contraints en 1455 de restituer le centre aux Orsini. En 1557, Manciano fut concédée au duc Cosme de Médicis : sous le grand-duché de Toscane, le village fut transformé en centre agricole, et la fin de ses fonctions militaires entraîna l'abandon et la détérioration progressive des ouvrages architecturaux fortifiés. En 1867, le centre fut touché par la campagne de l'Agro Romano pour la libération de Rome menée par Giuseppe Garibaldi : la colonne Nicola Guerrazzi (it) s'arrêta à Manciano.
La population de Manciano a été protagoniste de nombreuses activités contre les nazis-fascistes pendant la Résistance et a été le théâtre de certains épisodes qui ont vu des partisans périr au combat. Le 12 juin 1944, elle fut la première ville de Toscane à voir l'entrée des Alliés, tandis que le 25 février 1945, selon l'avis du CLN de Grosseto, eut lieu la première expérience d'élections libres en Italie après la période fasciste : il a été élu maire l'avocat Leto Morvidi (it) (PCI), ancien commissaire préfectoral et figure importante d'administrateur, parlementaire et juriste.

## Monuments et lieux d'intérêt

### Militaires
- Forteresse aldobrandesque de Manciano (XIIe siècle)
- Forteresse aldobrandesque de Saturnia (XIIe siècle)
- Rocca di Montauto, forteresse aldobrandesque du XIIIe siècle
- Murailles de Manciano
- Murailles de Montemerano
- Murailles de Saturnia
- Château de Scerpena
- Ferme de Campigliola, ferme fortifiée du Moyen Âge proche de Vulci
- Ferme de Marsiliana ferme fortifiée du Moyen Âge à Marsiliana d'Albegna.

### Archéologiques
- Castellum Aquarum de Poggio Murella[2]
- Nécropole du Puntone, proche de Saturnia.
- Nécropole de la Banditella, tombes étrusques datant de la fin du VIe au VIe siècle av. J.-C.
- Nécropole de Pian di Palma datant du VIIe au Ve siècle av. J.-C.

## Aires naturelles
- Thermes de Saturnia
- Lac Tafone
- Réserve naturelle de Montauto
- Biotope de Poggio Bagno Santo (it)

## Thermalisme
Saturnia, une de ses frazioni, est une petite ville italienne, typique par ses sources d'eau sulfureuse et ses bains privés ou publics à l'air libre, dans des conques naturelles calcaires.

## Administration
| Période                                  | Période | Identité      | Étiquette | Qualité |
| ---------------------------------------- | ------- | ------------- | --------- | ------- |
| 14 juin 2004                             |         | Rossano Galli |           |         |
| Les données manquantes sont à compléter. |         |               |           |         |

### Hameaux
Marsiliana d'Albegna, Montemerano, Poderi di Montemerano, Poggio Capanne, Poggio Murella, San Martino sul Fiora, Saturnia.

### Communes limitrophes
Canino, Capalbio, Ischia di Castro, Magliano in Toscana, Montalto di Castro, Orbetello, Pitigliano, Roccalbegna, Scansano, Semproniano, Sorano